# عذبي شهاب
عذبي شهاب،  14 أكتوبر 1993 وهو لاعب كرة قدم كويتي، يلعب الآن مع نادي القادسية الكويتي كلاعب وسط ، شارك في كأس الأمير 52 مع نادي اليرموك.